# Eutelsat 70C
Eutelsat 70C (vorherige Bezeichnungen Eutelsat 36A,  Eutelsat W4) ist ein ehemaliger Fernsehsatellit der European Telecommunications Satellite Organization (Eutelsat). Er wurde am 24. Mai 2000 an Bord einer Atlas-Rakete von der Cape Canaveral Air Force Station in Florida gestartet.
Am 1. März 2012 vereinheitlichte Eutelsat die Namen seiner Satelliten rund um den Markennamen, dann trug er die Bezeichnung Eutelsat 36A.
Im Februar 2016 wurde er auf 70,5° Ost verschoben und in Eutelsat 70C umbenannt. Im August 2016 wurde er in eine  geneigten Umlaufbahn bei auf 88° Ost verlegt. Inzwischen ist der Satellit außer Betrieb.

## Empfang
Der auf 36° Ost positionierte Satellit für TV- und Radioübertragungen, Multimedia und Internetzugänge konnte in Afrika, Osteuropa und Russland empfangen werden. Im Osten Deutschlands war er damals teilweise mit Parabolantennen von einem Meter Durchmesser empfangbar, im Westen war der Empfang nicht möglich.